# August von Conring

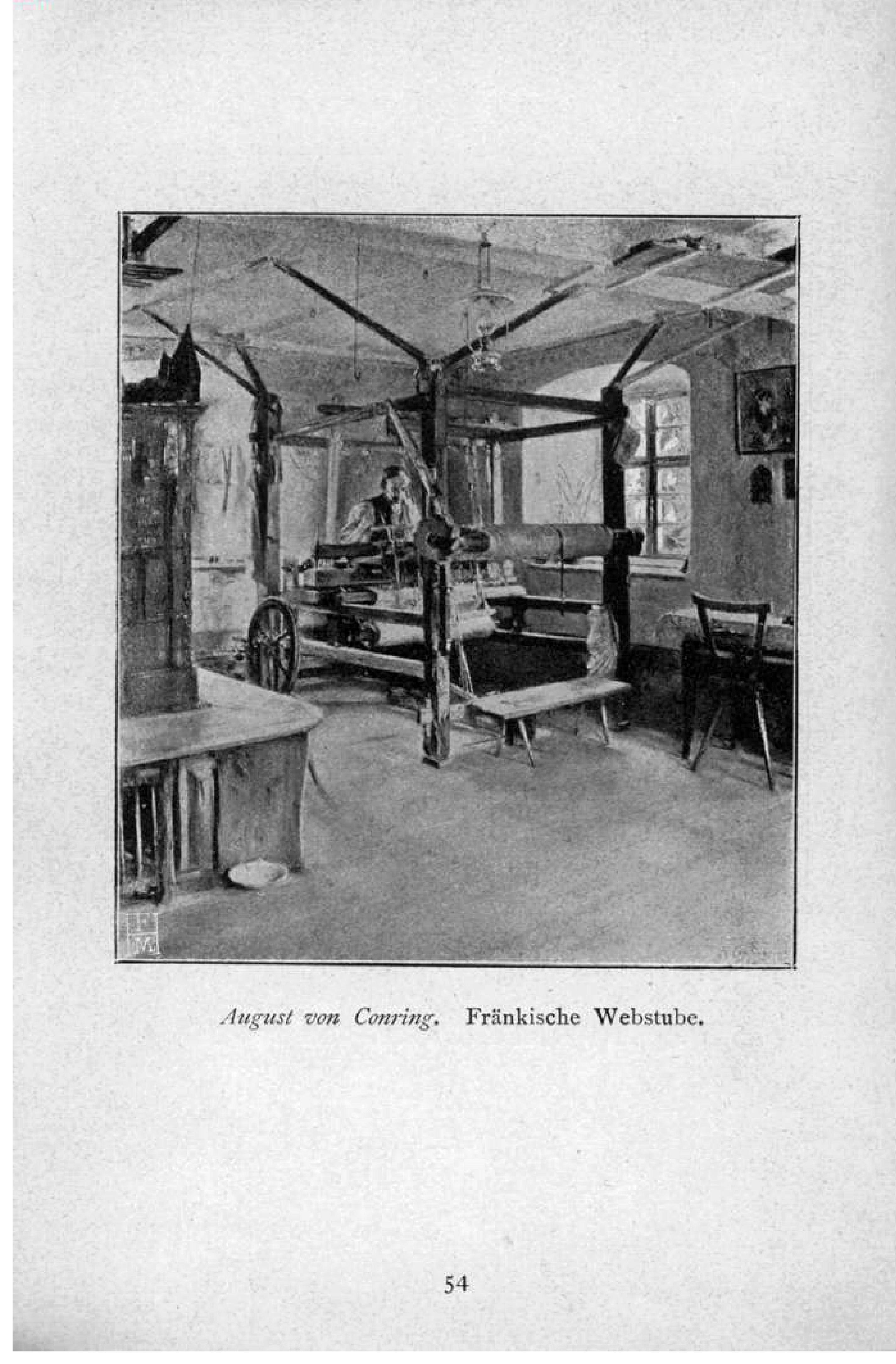
Fränkische Webstube von August von Conring zur Münchener Jahresausstellung 1898 im Königlichen Glaspalast. Aus dem offiziellen Katalog zur Ausstellung, 2. Ausgabe, Verlag der Münchner Künstlergenossenschaft, München 1898

August Justus Adolph Otto von Conring (* 19. Juli 1865 in Neustrelitz; † 7. Dezember 1929 in Gabersee) war ein deutscher Kunstmaler und Insektenkundler.

## Herkunft
August von Conring wurde geboren als Sohn des mecklenburgischen Hauptmanns Eduard (1823–1866) und dessen Ehefrau Ida, geborene von Reydeck (1843–1883). Nach dem Tod ihres Mannes heiratete die Witwe 1876 Friedrich von Chlingensperg auf Berg (1844–1909).

## Leben und Wirken
Von Conring studierte ab 1886 an der Akademie der Bildenden Künste München u. a. bei den Professoren Nikolaos Gyzis, Ludwig von Löfftz und Karl Raupp. In den Jahren 1891 bis 1901 bot von Conring Werke bei der Jahresausstellung im Münchner Glaspalast zum Verkauf an. Ebenso stellte er bei den Berliner Kunstausstellungen der Jahre 1893 bis 1898 aus. Nach dem Studium lebte er einige Zeit in München, bevor er gegen Ende des Ersten Weltkriegs nach Isen zog. Aufgrund einer Kriegsanleihe war der Künstler nach dem Krieg verarmt, weshalb er seine Bilder oft gegen Naturalien tauschte und Porträts der Marktbewohner anfertigte.
Sein Todesjahr wird oft fälschlicherweise mit 1920 angegeben, obwohl es handsignierte und nach 1920 datierte Kunstwerke von ihm gibt. Nach dem Tod von Conrings Haushälterin Kunigunde Schuberth am 2. April 1929 kam es zu einer Verschlechterung seines Gesundheitszustandes. Conring wurde am 26. Oktober 1929 in das Bezirksklinikum Gabersee eingeliefert und verstarb dort am 7. Dezember 1929. Er wurde auf dem Friedhof der Kirche St. Raphael in Gabersee beerdigt. Im den ihn betreffenden Eintrag im Sterbebuch wird Isen als letzter Wohnort benannt. Conring war der Cousin der Rostocker Dichterin Ida von Conring (1855–1928).

## Werke (Auswahl)
- Alte Dachauerin. Besitz: Kunsthalle Düsseldorf
- Ein Niederländer. Besitz: Nationalgalerie Budapest, Ungarn
- Mädchen in Festtagstracht, 1894
- Strickendes Mädchen, 1895
- Apostel Bartholomäus, Imitation des Bildes von Jusepe de Ribera. Standort: Alte Pinakothek in München
- Selbstporträt, 1921